# El Bec de la Gallina Cega
El Bec de la Gallina Cega és una muntanya de 512 metres que es troba al municipi de Vilanova d'Escornalbou, a la comarca catalana del Baix Camp.